# Offene Vermögensfragen
Als offene Vermögensfragen bezeichnete man die zwischen der Bundesrepublik Deutschland und der Deutschen Demokratischen Republik (DDR) während der deutschen Teilung ungelösten Fragen, wie die Überführung von Vermögenswerten in Volkseigentum, aber auch Vermögensverluste von Verfolgten des NS-Regimes auf dem Gebiet der DDR wiedergutzumachen sind, soweit Vermögen von Staatsangehörigen der Bundesrepublik Deutschland betroffen war. 

## Geschichte

### Enteignungen in der Sowjetischen Besatzungszone und der DDR
Entsprechend der sozialistischen Staatsidee wurden in Ostdeutschland während der sowjetischen Besatzungszeit, initiiert von der sowjetischen Besatzungsmacht, im Rahmen der Industriereform in der SBZ und der Bodenreform Produktionsmittel im großen Rahmen entschädigungslos enteignet und in Volkseigentum überführt.
Auch nach Gründung der DDR kam es zu Enteignungen. Während Bürgern der DDR im gesetzlichen Normalfall hierfür eine Entschädigung zustand, erfolgte die Enteignung von in Ostdeutschland belegenen Vermögenswerten von Bundesbürgern häufig entschädigungslos bzw. gegen geringere Entschädigung, als sie DDR-Bürgern üblicherweise zustand. Weiterhin wurde Grundbesitz von Eigentümern aus der Bundesrepublik Deutschland zielgerichtet durch staatliche Maßnahmen überschuldet, um sie entschädigungslos in Volkseigentum überführen zu können.
Enteignet wurde durch das Amt für den Rechtsschutz des Vermögens der DDR etwa auf Grundlage der „Verordnung zur Sicherung von Vermögenswerten“ vom 17. Juli 1952, der „Anordnung Nr. 2 vom 20. August 1958 über die Behandlung des Vermögens von Personen, die die Deutsche Demokratische Republik nach dem 10. Juni 1953 verlassen“ sowie der „Verordnung vom 6. September 1951 über die Verwaltung und den Schutz ausländischen Eigentums in der Deutschen Demokratischen Republik“.
Wurde zunächst entschädigungslos enteignet (nach DDR-Verständnis „in den Schutz des Volkseigentums überführt“), setzte die DDR ab 11. Juni 1953 nur noch staatliche Verwalter ein, die teilweise möglichst rasch für eine Überführung in Volkseigentum sorgten („Verordnung vom 11. Dezember 1968 über die Rechte und Pflichten des Verwalters des Vermögens von Eigentümern, die die Deutsche Demokratische Republik ungesetzlich verlassen haben“). Die Anordnung der staatlichen Verwaltung bewirkte, dass das Eigentum formal bestehen blieb, die Befugnisse aus dem Eigentum einschließlich der Einziehung von Erträgen jedoch vom staatlichen Verwalter wahrgenommen wurden (Einnahmen wurden meist an den Staatshaushalt der DDR abgeführt). Teilweise bestanden diese staatlichen Verwaltungen zum Ende der DDR noch. 

### Entstehung des Begriffs „offene Vermögensfragen“
Anfang der 1970er Jahre war die DDR besonders um diplomatische Anerkennung bemüht, was 1972 zum Grundlagenvertrag zwischen der DDR und der Bundesrepublik führte. Die Behandlung des enteigneten Vermögens wurde damals nicht geregelt. Der Verhandlungsführer der DDR, Staatssekretär Michael Kohl, hielt in einem einseitigen „Protokollvermerk zum Vertrag“ vom 21. Dezember 1972 fest: „Wegen der unterschiedlichen Rechtspositionen zu Vermögensfragen konnten diese durch den Vertrag nicht geregelt werden.“ (GBl. DDR 1973 II Nr. 5, S. 27)
Die westlichen Staaten, um deren diplomatische Anerkennung sich die DDR bemühte, machten es zur Voraussetzung für die gegenseitige Eröffnung von Botschaften, dass sich die DDR zur Führung von Verhandlungen über offene Vermögensfragen verpflichtete. Dabei ging es in erster Linie um die Abgeltung der Interessen von Angehörigen der westlichen Staaten, die durch die Enteignungen in der SBZ beeinträchtigt worden waren. Insbesondere den USA ging es aber auch um Schädigungen von Personen während der Zeit des Nationalsozialismus, die zur Zeit der Verhandlungen US-Angehörige waren. Bei der Aufnahme der diplomatischen Beziehungen zwischen den USA und der DDR im Jahre 1974 hatten beide Staaten vereinbart, Verhandlungen über die ungelösten Entschädigungsansprüche von US-Staatsangehörigen wegen Enteignungen oder sonstigen Vermögensverlusten in der DDR aufzunehmen.
In den 1980er Jahren hat die DDR mit Finnland, Schweden, Österreich und Dänemark Globalabkommen zur pauschalen Abgeltung von Rückerstattungsansprüchen der in diesen Ländern lebenden ehemaligen NS-Verfolgten geschlossen. Die Vertragspartnerstaaten verteilten die Abfindungen in eigener Verantwortung an die enteignungsbetroffenen Bürger und juristischen Personen. Das zwischen der DDR und Dänemark geschlossene Globalentschädigungsabkommen berechtigt und verpflichtet seit der Wiedervereinigung die Bundesrepublik Deutschland, die auf Grund von Konsultationen mit Dänemark in das zwischen diesem Staat und der DDR geschlossene Globalentschädigungsabkommen völkerrechtlich sukzediert ist.
Verhandlungen mit den übrigen westlichen Staaten kamen zu keinem Ergebnis. Die DDR wollte die Verhandlungen möglichst lange herauszögern.
Ein Globalentschädigungsabkommen wegen offener Vermögensfragen aus NS- und Besatzungszeit, über das die DDR und die USA seit 1974 verhandelt hatten, kam 1992 noch zwischen der Bundesrepublik Deutschland und den USA zustande.
Zwischen der DDR und der Bundesrepublik Deutschland kam jedoch ein solches Abkommen nicht zustande. Erst im Zuge der Wiedervereinigung einigten sich die beiden deutschen Regierungen in einer gemeinsamen Erklärung vom 15. Juni 1990 grundsätzlich über die Behandlung offener Vermögensfragen. Im Gegensatz zu den Entschädigungsregelungen mit anderen Staaten vereinbarten die beiden deutschen Staaten eine grundsätzliche Rückübertragung des enteigneten Vermögens. Die Siegermächte des Zweiten Weltkriegs stimmten am 12. September 1990 in den „Zwei-plus-Vier-Gesprächen“ zu.

## Gesetz zur Regelung offener Vermögensfragen

### Entstehung
Nach der gemeinsamen Erklärung vom 15. Juni 1990 über die Eckwerte zur Regelung offener Vermögensfragen erließ die DDR zunächst die Verordnung über die Anmeldung vermögensrechtlicher Ansprüche vom 11. Juli 1990. Diese Verordnung klärte den Anwendungsbereich sowie Form und Frist der Anmeldungen und blockierte den Grundstücksverkehr in der DDR, soweit anmeldebelastete Grundstücke betroffen waren.
Die Volkskammer der DDR verabschiedete am 31. August 1990 das Gesetz zur Regelung offener Vermögensfragen, das die Ansprüche enteigneter oder durch staatliche Verwaltung in ihrer Verfügungsbefugnis beschränkter Eigentümer regelte. Gleichzeitig wurden die Eigentums- und Nutzungsrechte geschützt, die Bürgerinnen und Bürger im Vertrauen auf die Rechtsordnung in der DDR erworben haben.
Da eine Wiedergutmachung individuell erlittener Vermögensschäden zwischen 1933 und 1945 in der ostdeutschen Wiedergutmachungspolitik nicht den Stellenwert gehabt hatte wie in Westdeutschland, wurde in das Vermögensgesetz auch eine Regelung zugunsten von DDR-Bürgern und Vereinigungen aufgenommen, die in der Zeit vom 30. Januar 1933 bis zum 8. Mai 1945 aus rassischen, politischen, religiösen oder weltanschaulichen Gründen verfolgt worden waren und deshalb ihr Vermögen verloren hatten. Diese knüpfte an die Regelungen im westdeutschen Bundesrückerstattungsgesetz von 1957 an. Zugunsten der Geschädigten wird bei allen von ihnen abgeschlossenen Verkäufen nach dem 15. September 1935 – dem Datum des Inkrafttretens der Nürnberger Gesetze ein durch Verfolgung verursachter Vermögensverlust nach Maßgabe des II. Abschnitts der Anordnung BK/O (49) 180 der Alliierten Kommandantur Berlin vom 26. Juli 1949 (VOBl. für Groß-Berlin I S. 221) vermutet (§ 1 Abs. 6 Satz 2 VermG).
Bei der Regelung offener Vermögensfragen einigten sich beide Seiten im Hinblick auf das Eigentumsgrundrecht in Art. 14 GG, einen sozial verträglichen Interessenausgleich und das Bedürfnis nach Rechtsfrieden auf den Grundsatz „Rückgabe vor Entschädigung“. Er sei auch zur Gleichbehandlung der bereits Enteigneten mit den noch von staatlicher Verwaltung Betroffenen notwendig, weil Letztere mit der Aufhebung der staatlichen Verwaltung ihr Eigentum zurückerhielten.
Sofern eine Rückgabe aus rechtlichen oder tatsächlichen Gründen nicht möglich war, konnte stattdessen für den erlittenen Vermögensverlust eine Geldentschädigung gewährt werden. Zur Befriedigung der Entschädigungsansprüche sollte in der Deutschen Demokratischen Republik ein rechtlich selbständiger Entschädigungsfonds getrennt vom Staatshaushalt gebildet werden. Seit 1994 sieht das Gesetz eine Entschädigung aus einem nicht rechtsfähigen Sondervermögen des Bundes (Entschädigungsfonds) vor, geregelt im Entschädigungsgesetz und dem NS-Verfolgtenentschädigungsgesetz vom 27. September 1994.
Die Erklärung von Juni 1990 und das Gesetz zur Regelung offener Vermögensfragen wurden in den Einigungsvertrag aufgenommen.

### Regelungsinhalt (Grundzüge)
Zweck des Vermögensgesetzes ist vor allem, „teilungsspezifisches Unrecht“ wiedergutzumachen. Es geht im Wesentlichen um Verluste, die Personen widerfuhren, die von der DDR diskriminiert wurden. Vermögensverluste, die in der DDR auch ohne diskriminierenden Charakter üblich waren, werden nicht erfasst. Das Gesetz regelt nämlich in erster Linie (§ 1 Abs. 1) vermögensrechtliche Ansprüche an Vermögenswerten, die
- entschädigungslos enteignet und in Volkseigentum überführt wurden;
- gegen eine geringere Entschädigung enteignet wurden, als sie Bürgern der früheren Deutschen Demokratischen Republik zustand;
- durch staatliche Verwalter oder nach Überführung in Volkseigentum durch den Verfügungsberechtigten an Dritte veräußert wurden;
- auf der Grundlage des Beschlusses des Präsidiums des Ministerrates vom 9. Februar 1972 und damit in Zusammenhang stehender Regelungen in Volkseigentum übergeleitet wurden.

Darunter fallen zum Beispiel bestimmte Fälle des wirtschaftlichen Zwangs (zum Beispiel bei Alteigentümern von Mietshäusern, die wegen der nur geringen Mieten in der DDR die Unterhaltungskosten nicht mehr tragen konnten) und der Eigentumsverlust auf Grund unlauterer Machenschaften, zum Beispiel durch Machtmissbrauch, Korruption, Nötigung oder Täuschung seitens des Erwerbers, staatlicher Stellen oder Dritter (klassisches Beispiel: Zwangsverkauf bei Ausreise).
Nach dem Vermögensgesetz sind unter (teilungspezifischem) Zwang entzogene Vermögenswerte grundsätzlich zurückzuübertragen, wenn sie entschädigungslos enteignet wurden oder die Enteignung gegen eine geringere Entschädigung erfolgte, als sie DDR-Bürgern normalerweise zustand. Wird ein Vermögensgegenstand zurückübertragen, sind Leistungen aus dem Lastenausgleich zurückzuzahlen.
Ist eine Rückübertragung nicht möglich, weil beispielsweise zwischenzeitlich Privatpersonen in „redlicher Weise“ das Eigentum an dem Vermögensgegenstand erworben haben oder der Geschädigte Entschädigung gewählt hat, sieht das Gesetz eine Entschädigung aus dem Entschädigungsfonds vor.
Das Gesetz regelt auch die Aufhebung der vorläufigen Verwaltung von Westvermögen in der DDR sowie die staatlicher Verwaltung von Vermögen, das Ausländern gehörte und in der DDR nicht enteignet worden war (§ 1 Abs. 4 und §§ 11 ff. VermG).
Ausdrücklich nicht anwendbar ist das Gesetz auf Enteignungen auf besatzungsrechtlicher oder besatzungshoheitlicher Grundlage, insbesondere durch Befehle der sowjetischen Militäradministration (SMAD) 1945 bis 1949. Als besatzungsrechtliche Grundlage werden auch die Verordnungen der damaligen Länder bzw. Provinzen der sowjetischen Besatzungszone angesehen, insbesondere die Bodenreform und die Industriereform. Die Nichtanwendbarkeit des VermG und damit auch des EntschG auf solche Enteignungen ist politisch sehr umstritten.
Die deutsche Bundesregierung gab als Begründung für den Ausschluss von Restitution und Entschädigung Vorbehalte der Siegermächte des Zweiten Weltkriegs an. Als Ausgleich dafür, dass das VermG weder die Rückgabe noch Entschädigungen vorsieht, hat der Bund das Entschädigungs- und Ausgleichsleistungsgesetz (EALG) verabschiedet. Es sieht sozialstaatlich begründete, im Verhältnis zum Verlust sehr geringe Zahlungen an die Geschädigten vor.
Enteignungen in der SBZ und der DDR, die entschädigungspflichtig waren, für die aber keine Entschädigung geleistet wurde sowie Enteignungen von Gesellschaften, an denen Ausländer beteiligt waren, werden durch das im Dezember 2003 erlassene DDR-Entschädigungserfüllungsgesetz geregelt.
Für Grundstücke, die für Zwecke der Errichtung oder des Ausbaus von Sperranlagen an der innerdeutschen Grenze in Volkseigentum überführt worden waren, gilt das Mauergrundstücksgesetz von 1996.

### Behörden

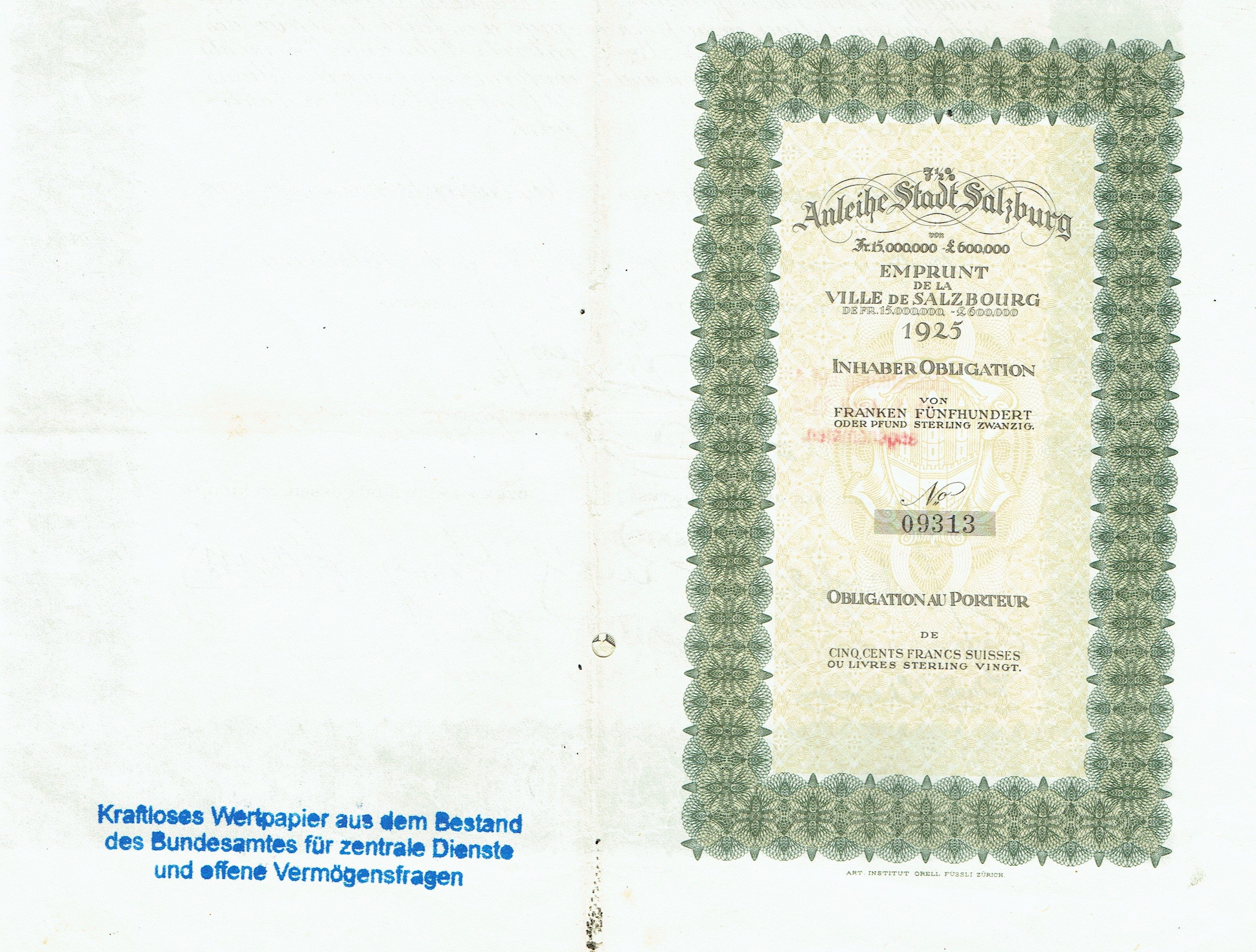
Anleihe der Stadt Salzburg von 1925 mit Stempel des BADVs, der die Anleihe als kraftlos erklärt.

Das Bundesamt für zentrale Dienste und offene Vermögensfragen (BADV) unterstützt und gewährleistet eine einheitliche Durchführung des Vermögensgesetzes (§ 29 VermG).
Für die Entscheidung über Vermögenswerte in staatlicher Verwaltung ist das Amt zur Regelung offener Vermögensfragen zuständig, in dessen Bereich der Antragsteller, im Erbfall der betroffene Erblasser, seinen letzten Wohnsitz hatte (§ 35 Abs. 1 Satz 1 VermG).